# Трдат Архитектор
Трдат Архитектор (арм. Տրդատ ճարտարապետ) (около 950—1020) — наиболее известный армянский архитектор периода династии Багратуни (X век).

Вид на Собор Святой Софии

После того, как в 961 году Ашот III перенёс свою столицу из Карса в город Ани, сюда же был переведён и католикосат. Трдат построил главный собор города и здание католикосата.
Когда после большого землетрясения в 989 году рухнул купол Софийского собора в Константинополе византийские власти призвали Трдата организовать ремонт здания. Восстановление купола было завершено к 994 году.
Трдата также считают руководителем строительства церкви Сурб Ншан (завершено в 991 году), самого старого здания в монастыре Ахпат.

## Первоисточник о зодчем  Трдате
Сведения об архитекторе Трдате сообщает его современник,  армянский историк Степанос Таронеци (Асохик) в своей "Всеобщей истории".

## Образ в художественной литературе
Армянский писатель Деврикян Г. Х.  (Գևորգ Դևրիկյան, 1937-1996) написал о  Трдате и его эпохе исторический роман «Зодчий Трдат»  .
В историческом романе армянского писателя Андраника Овсепяна (1914 - 1968)  "Ваграм Пахлавуни", Трдат предстает перед читателями  в образе гениального архитектора и патриота Армении.